# タイの観光

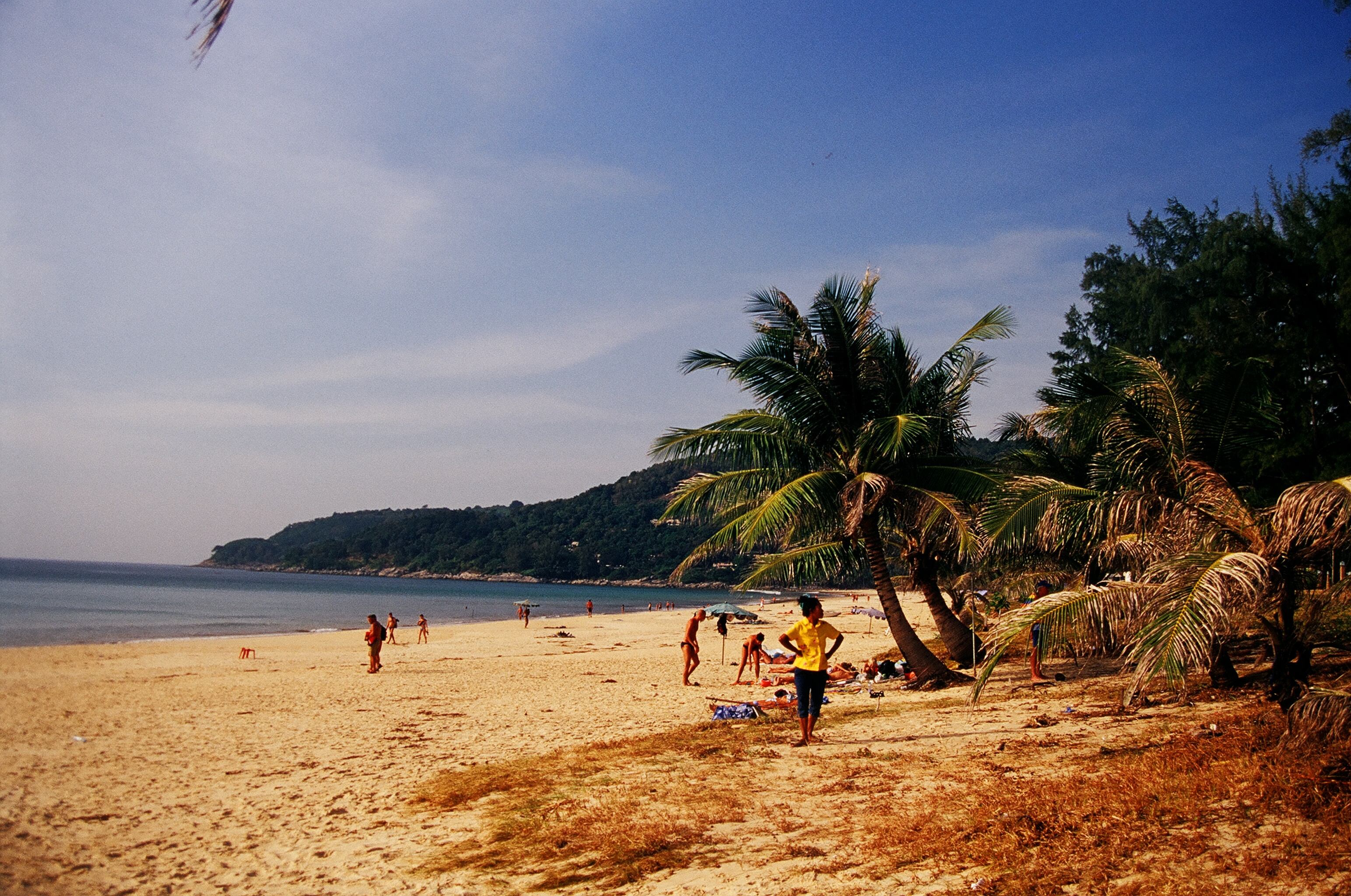
プーケット島

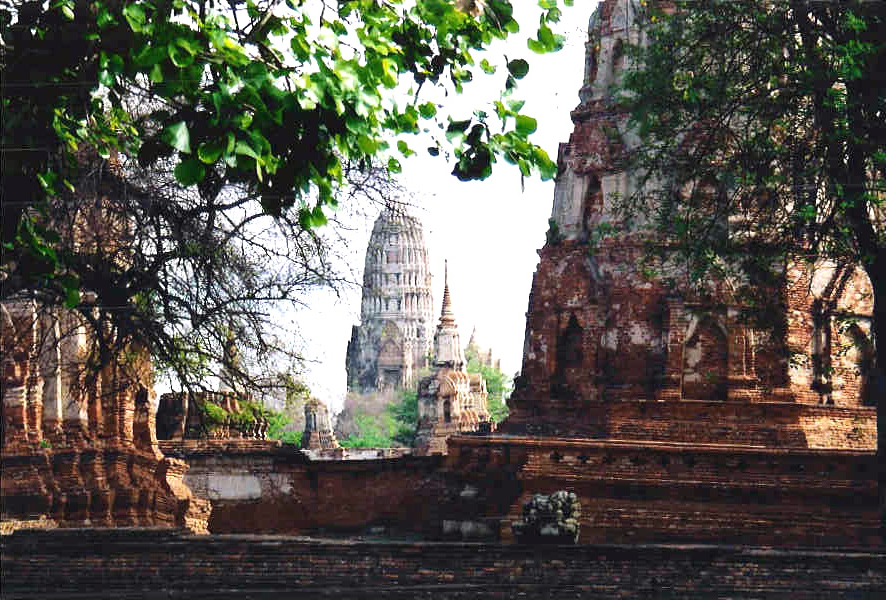
アユタヤ

タイの観光（タイのかんこう）は、タイ国内における観光について記載する。

## 概況
タイへの観光客は、2000年代より継続して増加しており、2007年には約1500万人となっている。この間、観光を巡る環境は良好だったわけではない。SARS（2002年）や鳥インフルエンザ（2003年）などに見舞われている。だが、タイは世界遺産などの遺跡やプーケット島などの豊かな自然といった観光資源に恵まれていることに加え、公共施設や商業施設が開発により整ってきていることがタイの観光業へプラスの影響を与えている。
旅の楽しみ方は、寺院や遺跡巡りなどや、綺麗な海や海岸とその周辺にスパなどの施設が整ったホテル等を中心としたリゾート地などがある。マリンスポーツなどが気軽に楽しめ、タイ料理に代表されるグルメや、タイ式マッサージなどがある。
こうした好調な観光の背景には、タイの外務省も自国民の特徴として紹介しているタイ人の穏やかな国民性や、人種差別が少ないことも背景にある。
| 順位 | 国名           | 観光客数(人) | 比率(%) |
| ---- | -------------- | ------------ | ------- |
| 1    | マレーシア     | 1,540,080    | 10.65   |
| 2    | 日本           | 1,277,638    | 8.83    |
| 3    | 韓国           | 1,083,652    | 7.49    |
| 4    | 中華人民共和国 | 907,117      | 6.27    |
| 5    | イギリス       | 859,010      | 5.94    |
| 6    | アメリカ       | 681,972      | 4.71    |
| 7    | オーストラリア | 658,148      | 4.55    |
| 8    | シンガポール   | 604,603      | 4.18    |
| 9    | ドイツ         | 544,495      | 3.76    |
| 10   | インド         | 536,356      | 3.71    |

(出典 ：タイ国政府観光庁/Tourism Authority of Thailand）
新型コロナ流行以前は、最大は中国からの観光客で全体の3割を占めていたが、2022年上半期では僅か2%となっている。一方、インドからの観光客は全体の10%まで増え、国別ではマレーシアに次いで2番目に多い。